# ابراهیم‌شاه
ابراهیم شاه افشار، سومین پادشاه دودمان افشاریان ایران، برادر عادل شاه افشار و برادرزادهٔ نادرشاه افشار بود. وی نخست «محمدعلی بیگ» نام داشت ولی پس از کشته شدن پدرش ابراهیم خان ظهیرالدوله افشار، نام و لقب پدر از سوی نادرشاه به او داده شد.
در هنگام قتل نادر، ابراهیم خان در تبریز حکومت می‌کرد و چندی بعد، برادرش عادل‌شاه به عنوان جانشین نادر، در مشهد به پادشاهی برگزیده شد. در همین اوضاع و شرایط بود که بین دو طایفهٔ قاجار جنگ درگرفت. محمدحسن خان قاجار بر دشمنانش پیروز شد و عادل‌شاه با این تصوّر که محمدحسن خان یاغی و شورشی است از برادر خود در تبریز برای حمله به خان قاجار کمک خواست و ابراهیم خان که مدت‌ها خیال حکومت در سر داشت بهترین زمان برای جمع‌آوری لشکر و قشون برایش آماده شد.
عادل شاه و ابراهیم خان می بایست بر اساس قرار قبلی در قوچان به هم بپیوندند. در زمانی که ابراهیم خان برادر خویش را دید دستور جنگ را صادر کرد و خیلی سریع قشون برادرش را نابود کرد. سپس به تهران رفت و اعلام حکومت کرد. در همین حین شاهرخ، نواده نادرشاه و تنها بازمانده از نزدیکان نادر پس از قتل عام آنان توسط عادل‌شاه، که تحت مراقبت خود او می‌زیست، با کمک محمدحسن خان در مشهد ادعای سلطنت نمود و برای نابودی سپاه ابراهیم شاه در تهران به محمدحسن خان دستور جمع‌آوری سپاهی بزرگ داد.
بعد از شش ماه شاهرخ به تهران رسید؛ اما به علت این که ابراهیم شاه به سپاه خود رسیدگی و توجهی نداشت، سپاه او در تهران به راحتی تسلیم شاهرخ شدند. در چنین شرایطی ابراهیم شاه با تعداد صد افغان به قم حمله کرد و مردم قم را غارت نمود و افراد زیادی را به قتل رساند؛ اما به دلیل سنگین شدن بارها لشکر به آرامی حرکت می‌کرد و نهایتا محمدحسن خان به ابراهیم شاه رسید و با حکم شاهرخ افشار، ابراهیم شاه را کشتند.